# Launaea cervicornis
El coixinet de monja (Launaea cervicornis) és una espècie de planta amb flors del gènere Launaea dins la família de les asteràcies (Asteraceae). És una planta endèmica de les Illes Balears que es troba en penya-segats i roquissers costaners de Mallorca i Menorca.
Addicionalment pot rebre els noms de eriçó, gatell, gatovell, socarrell, socarrell de banya de cérvol i socarrell ver. També s'han recollit les variants lingüístiques sacorrell.

## Descripció
És un petit arbust espinós amb nombroses branques imbricades amb forma de coixinet d'entre 5 i 20 cm d'alçada. Les fulles són sobre tot basals, amb el marge dentat o pinnatisectes amb lòbuls mucronats. Les flors es troben agrupades en capítols pedunculats, l'involucre conté bràctees amb el marge escariós. Floreix entre abril i maig. El fruit és un aqueni cilíndric amb papus.

## Taxonomia
Aquesta espècie va ser publicada per primer cop l'any 1845, sota el nom de Prenanthes cervicornis, al segon volum de l'obra Voyage botanique dans le midi de l'Espagne pel botànic suís Pierre Edmond Boissier (1810-1885). Però l'any 1934, els botànics Pius Font i Quer (1888-1964) i Werner Hugo Paul Rothmaler (1908-1962), van reubicar el tàxon al gènere Launaea, el canvi fou publicat al primer volum de l'obra Schedae ad floram ibericam selectam de l'Institut Botànic de Barcelona.

### Sinònims
Els següents noms científics són sinònims de Launaea cervicornis:
- Sinònims homotípics

- Prenanthes cervicornis Boiss.
- Sonchus spinosus var. cervicornis (Boiss.) Lange

- Sinònims heterotípics

- Sonchus cervicornis Nyman